# Nová Víska (Nová Ves)

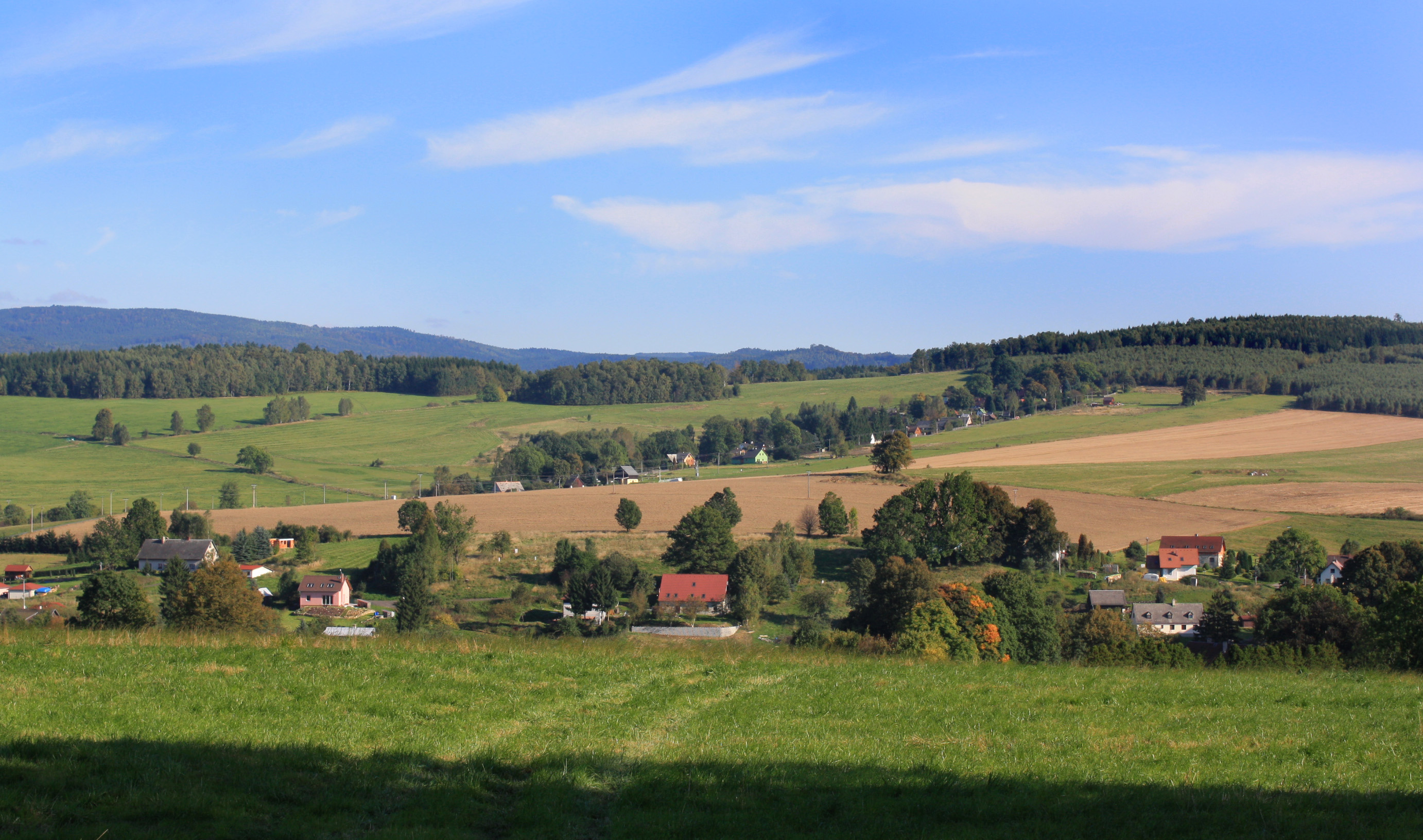
Blick von Růžek auf Nová Ves und Nová Víska (im Hintergrund)

Nová Víska (deutsch Neudörfel) ist ein Ortsteil der Gemeinde Nová Ves in Tschechien. Er liegt vier Kilometer nordöstlich des Stadtzentrums von Chrastava und gehört zum Okres Liberec. Zur Unterscheidung von Chrastavská Nová Víska (Kratzau-Neudörfel) wird der Ort gelegentlich auch als Novoveská Víska bezeichnet.

## Geographie
Nová Víska liegt in den westlichen Ausläufern des Isergebirges über dem Grottauer Becken (Hrádecká pánev). Die Siedlung erstreckt sich am Nordwesthang des Novoveský vrch im Tal des Neudörfler Baches, eines kleinen Zuflusses zur Jeřice (Görsbach). Nördlich erheben sich der Spálený vrch (Brandberg, 581 m), der Lysý vrch (Kahleberg, 643 m) und die Kameniště (Neundorfer Steinberg, 608 m), nordöstlich der Závětří (432 m) und der Březový vrch (466 m), im Osten der Ostrý (Scharfberg, 551 m) und die Skalky (711 m), südöstlich der Novoveský vrch (Neudörfler Berg, früher Steinberg, 511 m) sowie im Nordwesten der Pšeničkův kopec (461 m), der Výhledy (Gickelsberg, 569 m) und der Vítkovský kopec (Wittigberg, 503 m).
Nachbarorte sind Nová Ves im Norden, Amerika, Mníšek und Fojtka im Osten, Krásná Studánka im Südosten, Bělidlo, Svárov, Stráž nad Nisou und Bedřichovka im Süden, Víska und Andělská Hora im Südwesten, Horní Chrastava und Vysoká im Westen sowie Růžek, Dolní Vítkov und Horní Vítkov im Nordwesten.

## Geschichte
Neudörfel wurde im 16. Jahrhundert auf den Fluren des Gutes Neundorf gegründet. Im Jahre 1690 bestand das Dorf aus 20 Anwesen. Johann Joachim Pachta von Rayowa verkaufte das Gut Neundorf 1712 an Wenzel Graf Gallas, der es an seine Herrschaft Reichenberg anschloss.
Im Jahre 1832 bestand Neudörfel, auch als Neundorfer Neudorf bezeichnet, aus 29 Häusern mit 196 deutschsprachigen Einwohnern. Pfarrort war Neundorf. Bis zur Mitte des 19. Jahrhunderts blieb Neudörfel der Allodialherrschaft Reichenberg untertänig.
Nach der Aufhebung der Patrimonialherrschaften bildete Neudörfel ab 1850 einen Ortsteil der Gemeinde Neundorf im Bunzlauer Kreis und Gerichtsbezirk Kratzau. Ab 1868 gehörte das Dorf zum Bezirk Reichenberg. Seit 1924 wurde auch der tschechische Ortsname Nová Víska verwendet. Nach dem Münchner Abkommen erfolgte 1938 die Angliederung an das Deutsche Reich; bis 1945 gehörte Neudörfel zum Landkreis Reichenberg. Nach dem Ende des Zweiten Weltkrieges kam Nová Víska zur Tschechoslowakei zurück. In den Jahren 1946 und 1947 wurden die meisten deutschböhmischen Bewohner vertrieben. Zwischen 1948 und 1960 gehörte das Dorf zum Okres Liberec-okolí, danach kam es wieder zum Okres Liberec zurück. Am 1. Juli 1980 wurde Nová Víska zusammen mit Nová Ves nach Chrastava eingemeindet. Seit Beginn des Jahres 1992 ist Nová Víska wieder ein Ortsteil der Gemeinde Nová Ves.
1991 hatte Nová Víska sechs Einwohner. Im Jahre 2001 bestand das Dorf aus sieben Wohnhäusern, in denen neun Menschen lebten. Insgesamt besteht der Ort aus 29 Häusern, die größtenteils zu Erholungszwecken genutzt werden.

## Ortsgliederung
Nová Víska ist Teil des Katastralbezirkes Nová Ves u Chrastavy.